# 吉布斯氏星衫魚
吉布斯氏星衫魚（学名：Astronesthes gibbsi）为輻鰭魚綱巨口鱼目巨口鱼科的其中一種。分布于東太平洋熱帶海域，為深海魚類，棲息深度0-60公尺，體長可達7.1公分，屬肉食性，以魚類及甲殼類為食。

## 扩展阅读
維基物種上的相關：吉布斯氏星衫魚